# Cordula (film)
Pour plus de détails, voir Fiche technique et Distribution.
Cordula est un film autrichien réalisé par Gustav Ucicky sorti en 1950.
Il s'agit d'une adaptation du poème épique Kirbisch d'Anton Wildgans.

## Synopsis
Le petit village d'Übelbach en 1917 : la guerre dure depuis trois ans et la serveuse Cordula en particulier est inquiète. Elle aimait le forestier Fleps, qui est maintenant au front. Elle avoue au prêtre qu'elle lui a rendu visite il y a quelque temps lors d'une permission du front à Vienne. Maintenant, elle est enceinte, ce qu'elle a écrit à Fleps. Elle n'a pas entendu parler de lui depuis lors. Le pasteur l'encourage. Fleps apparaît de manière inattendue dans le village, il ne peut rester qu'un jour. Il est Fähnrich et se vante de ses actes à l'avant de l'auberge. Le vitrier Crinis le gifle, car il a perdu ses deux fils au front. Fleps veut dénoncer Crinis au gendarme Kirbisch, mais seule sa femme Käthe est à la maison. Fleps flirte avec Käthe. Il retourne ensuite à l'auberge où Cordula l'attend. Les deux s'expriment. Après la fin de la guerre, Fleps veut assumer la responsabilité de l'enfant encore à naître, même s'il ne fait aucune promesse à Cordula pour l'avenir, puisqu'il ne sait pas s'il pourra subvenir aux besoins d'une famille après la fin de la guerre.
C'est le jour de la Fête-Dieu et le capitaine de district apparaît en ville. Il se rend compte que les règlements de guerre ne sont en aucun cas respectés à Übelbach et que les habitants festoient comme ils le faisaient en temps de paix. Il ordonne au gendarme Kirbisch d'intervenir, sinon il le fera appeler pour le front. Alors que Kirbisch passe désormais à l'action et est souvent absent de la maison, sa femme et Fleps entament une relation qui se maintient, entre autres, par des rendez-vous par la poste. Cordula reconnaît à partir d'une enveloppe qui traîne que Käthe et Fleps s'écrivent en secret.
L'aubergiste Pschunder a de grands projets pour Übelbach, il annonce donc des plats comme en temps de paix et amène ainsi des invités estivaux au village. Le déficient mental Vitus habite le village et s'occupe des chevaux du maire. Il a une foi profonde en Cordula. Elle est donc horrifiée lorsqu'elle apprend que Vitus va être déporté à l'hospice, car il fait peur aux estivants. Lorsque Fleps et le couple Kirbisch apparaissent dans l'auberge peu de temps après, Cordula s'évanouit. Des rumeurs se répandent dans le village selon lesquelles Cordula est enceinte de Vitus. En attendant, le prêtre s'effondre dans la congrégation, qui devient de plus en plus orientée vers le profit et sans Dieu. Kirbisch intercepte une lettre de Fleps à sa femme et sait maintenant que sa femme le trompe. Il se porte volontaire pour le front.
Le jour de la kermesse, les habitants d'Übelbach veulent faire une farce à Cordula et Vitus. Ils lui font croire à Vitus que Cordula veut l'épouser, l'habillent et le conduisent sur la scène de la kermesse. Lorsque certains hommes veulent emmener Cordula, elle est introuvable, elle s'est échappée. Alors qu'à la fin de la guerre, tous les hommes d'Übelbach aptes au service militaire sont enrôlés, Cordula donne naissance à son fils. Elle va revoir le prêtre avant de quitter Ubelbach pour trouver le bonheur en ville.

## Fiche technique
- Titre original : Cordula
- Réalisation : Gustav Ucicky
- Scénario : Max Mell, Gustav Ucicky
- Musique : Joseph Marx
- Direction artistique : Otto Niedermoser
- Photographie : Hans Schneeberger
- Son : Otto Untersalmberger
- Montage : Henny Brünsch
- Producteur : Paula Wessely
- Société de production : Paula Wessely Filmproduktion GmbH
- Société de distribution : Sascha Filmverleih
- Pays d'origine :  Autriche
- Langue : allemand
- Format : Noir et blanc - 1,37:1 - Mono - 35 mm
- Genre : Drame
- Durée : 103 minutes
- Dates de sortie :
  -  Allemagne de l'Ouest : 28 septembre 1950.
  -  Autriche : 23 octobre 1950.
  -  France : 19 janvier 1951[1].
  -  Allemagne de l'Est : 20 avril 1953.

## Distribution
- Paula Wessely : Cordula
- Erik Frey : Fleps
- Attila Hörbiger : Kirbisch
- Jane Tilden : Käthe Kirbisch
- Leopold Rudolf : Vitus
- Eduard Köck (de) : le prêtre
- Fritz Imhoff : Tobias Pschunder
- Georg Filser : Andreas Pschunder, son fils
- Karl Skraup (de) : Crinis
- Alma Seidler : Rosa Rachoinig
- Hermann Erhardt : Fürbass, le fumeur
- Karl Hruschka : Schwinzerl
- Karl Ehmann (de) : le forestier
- Wilhelm Hufnagl (de) : Krämer
- Fred Hennings (de) : le Bezirkshauptmann
- Hugo Gottschlich : Schriebelbauer
- Franz Messner : le lieutenant de l'armée de l'air
- Fritz Schmiedel : Hiebaum, le menuisir
- Josefine Kramer-Glöckner (de) : Katharina, la cuisiniière
- Edith Mill : Gusti, la serveuse
- Nina Sandt : une invitée estivale
- Lydia Rauch : une invitée estivale

## Production
Cordula est l'adaptation du poème épique Kirbisch oder der Gendarm, die Schande und das Glück d'Anton Wildgans, publié en 1925.
C'est le premier film produit par la production cinématographique Paula Wessely et de sa société. La société de production disposait de 4,8 millions de schillings pour le tournage. Il s'agit de la sixième collaboration entre l'actrice Paula Wessely et le réalisateur Gustav Ucicky. Le film est tourné en 39 jours dans le studio de Vienne-Sievering, dans les studios de l'AFA Graz-Thalerhof (de)  et à Vorau, avec la participation de nombreux habitants locaux en tant que figurants.